# Arturo Pérez-Reverte
Arturo Pérez-Reverte Gutiérrez (Cartagena, 25 de noviembre de 1951) es un escritor, periodista y académico español.
Es académico de número de la Real Academia Española desde 2003. Como periodista fue corresponsal de RTVE y reportero destacado en diversos conflictos armados y guerras. Es el autor, entre otras, de la saga Las aventuras del capitán Alatriste y la trilogía de Falcó.

## Biografía
Hijo de un marino mercante, fue aficionado al mar y a pescar. Cursó estudios de Ingreso a 4.º de Bachillerato en los antiguos Maristas de Cartagena, de donde fue expulsado. De ahí pasó al Instituto Isaac Peral, donde completó el bachillerato en la rama de Letras con otros doce compañeros y un grupo de jóvenes catedráticos (Amparo Ibáñez en Historia del Arte, Gloria Sánchez Palomero en Griego, Antonio Gil en Latín y Juan Ros en Literatura). Allí participó en Proa, la revista del instituto, su primera actividad periodística.[cita requerida]
Se licenció en Periodismo en la Universidad Complutense de Madrid. Durante los tres primeros años de esta carrera cursó a la vez estudios de Ciencias Políticas. Ejerció como reportero de guerra durante 21 años (1973-1994). Sus primeros pasos los dio en el diario Pueblo, donde permaneció 12 años. En 1977, paralelamente a este trabajo, fundó junto a su compañero Vicente Talón la revista Defensa, que apareció a la venta en abril de 1978, y de la que fue redactor jefe hasta que sus compromisos como corresponsal lo obligaron a dejarla. Tras la desaparición de Pueblo pasó a Televisión Española (TVE), donde ejercería como corresponsal durante otros nueve años hasta 1994.
A principios de los años 1990 presentó en RNE La ley de la calle, un programa de radio, en horario nocturno, en el que se daba cabida a numerosos personajes de diversos ámbitos, la mayoría de las veces marginales, y que fue clausurado por Jordi García Candau, director de RTVE.[cita requerida] Fue presentador, en 1993, del programa Código uno, sobre la actualidad de la crónica negra, en Televisión Española, programa del que renegó públicamente y abandonó por considerar que contenía «basura». Después de haber hecho esas declaraciones en noviembre del citado año, en Pamplona, y de volver a ejercer como reportero de guerra, Pérez-Reverte presentó su dimisión a TVE, en abril de 1994, al enterarse de que se le pretendía «abrir expediente por justificar gastos en zonas de guerra con facturas falsas», acusación basada en unas líneas de su novela Territorio comanche. En una dura carta a Ramón Colom, director de TVE, Pérez-Reverte lo invitaba a leer el libro «con detalle» para comprobar que no había base para el expediente, y decía tener la impresión de que este, al que considera «una majadería», está inspirado por gente que «actúa con mala fe y pretende tomarse la revancha por unas alusiones que no les gustan». La carta de renuncia terminaba así: «Que os den morcilla, Ramón. A ti y a Jordi García Candau».
Tal como expuso en Territorio comanche, se despidió asqueado debido a la falta de medios y por la politización de la televisión. Como corresponsal de guerra, había cubierto conflictos armados en Chipre, Líbano, Eritrea, el Sáhara, las Malvinas, El Salvador, Nicaragua, Chad, Libia, Sudán, Mozambique, Angola, el golfo Pérsico, Croacia, Bosnia, etc. Aunque de todas ellas, la Guerra de Eritrea de 1977 lo marcó especialmente (la cita en varias ocasiones en sus artículos y en su novela Territorio comanche). En ella anduvo desaparecido varios meses y consiguió sobrevivir a duras penas gracias a sus amigos de la guerrilla. Aunque no da detalles sobre el hecho, dice que hubo de defender su vida con las armas.

## Escritor
Después de su dimisión de RTVE, abandonó su trabajo de periodista y se dedicó en exclusiva a la literatura y, en especial, a la novela histórica. Su primera novela que había publicado en 1986, con discreto éxito, fue El húsar, ambientada en el siglo XIX, a la que siguió dos años después El maestro de esgrima, cuya acción transcurre en el Madrid galdosiano. Esta novela fue elegida entre las 100 mejores novelas en español del siglo XX por el diario El Mundo. Le siguieron El club Dumas y La tabla de Flandes, que fueron las que lo hicieron conocido. Ya siendo un escritor de éxito, publicó en 1996 El capitán Alatriste, novela que daría comienzo a la saga que ha convertido a Pérez-Reverte en un superventas. Lo cual no es sorprendente, ya que la gestación de Alatriste estuvo relacionada con esta disciplina: el autor, «cuando vio el espacio que dedicaban al Siglo de Oro los libros de bachillerato de su hija Carlota —con la que firma el primer volumen—, decidió crear un personaje que contase un momento crucial de nuestra Historia, sin el que no se puede entender nuestro presente».
Ha publicado más de 30 novelas y varias colecciones de artículos. Algunas de ellas han sido adaptadas con éxito al cine como por ejemplo: El maestro de esgrima, La tabla de Flandes y El club Dumas que, rodada por Roman Polanski, se comercializó con el título de La novena puerta. En 2006 se estrenó la película Alatriste, de Agustín Díaz Yanes, basada en su serie de novelas de El capitán Alatriste y, al año siguiente, La carta esférica, dirigida por Imanol Uribe. En 2022 fue llevada al cine su novela La Piel del Tambor, ambientada principalmente en Sevilla, y dirigida por Sergio Dow.
Respecto a sus reconocimientos como literato destacan su ingreso en la Real Academia Española el 12 de junio de 2003, para ocupar el sillón T (vacante desde el fallecimiento del filólogo Manuel Alvar en 2001) o su nombramiento como doctor honoris causa por la Universidad Politécnica de Cartagena, el primero otorgado por ese establecimiento de educación superior, el 18 de febrero de 2004.
La adaptación a formato de telenovela, en español y estrenada por Telemundo, de su obra La Reina del Sur fue un éxito en Estados Unidos, pero en España no contó con una crítica muy favorable y el propio Pérez-Reverte llegó a criticar duramente en la red social Twitter la emisión y el tratamiento dado a la adaptación.
En mayo de 2011, la Audiencia Provincial de Madrid condenó a Pérez-Reverte y Manuel Palacios, director y coguionista de la película Gitano, respectivamente, a pagar 80 000 euros de forma solidaria al cineasta Antonio González-Vigil, que lo demandó por plagio del guion de la película estrenada en el año 2000. La sentencia contradijo dos sentencias penales y una tercera de un juzgado mercantil anteriores, favorables a Pérez-Reverte y Palacios. Finalmente, en julio de 2013 es condenado por la Audiencia Provincial de Madrid a pagar 200 000 euros al cineasta por plagio. El 16 de julio de 2013, el guionista y director de cine Antonio González-Vigil pidió el cese de Pérez-Reverte como académico de la Real Academia Española. Pérez-Reverte publicó en julio de 2013 un artículo donde ofrecía su punto de vista sobre la sentencia.

Desde el 6 de junio de 1993 escribe una columna en el suplemento dominical El Semanal, ahora XLSemanal, llamada Patente de corso, que empezó llamándose A sangre fría, si bien ya había publicado algunos artículos en esta misma revista en 1991 de forma esporádica. A finales de 1995 el propio Arturo Pérez-Reverte dice de esta serie de columnas:
«En estos dos años y medio me he venido despachando a gusto, y -como dice por estas fechas mi compadre Sancho Gracia en el Teatro Español de Madrid- ni reconocí sagrado, ni en distinguir me he parado al clérigo del seglar. Por eso, mis ajustes de cuentas semanales pueden calificarse de cualquier cosa menos de cómodos para quien los alberga.»
En 2016 fundó la revista literaria Zenda, cuyo título está inspirado en la novela El prisionero de Zenda, de Anthony Hope. El propósito de la publicación es difundir contenidos relacionados con el mundo de las letras (entrevistas a escritores, reseñas de libros, noticias de actualidad, textos de creación, etcétera). En 2019, al amparo de la revista, creó el sello editorial Zenda Aventura, dedicado a la publicación de novelas de aventuras prologadas por Pérez-Reverte y con ilustraciones de Augusto Ferrer Dalmau. También en 2016 se publicó Falcó, una novela sobre un agente del bando franquista durante la guerra civil española a quien se le encarga la misión de liberar de la cárcel a José Antonio Primo de Rivera.
En 2017 se estrenó en el mundo del pódcast, escribiendo guiones para Bienvenido a la vida peligrosa, una ficción sonora disponible en Podium Podcast, la red de pódcast de Prisa Radio. Dirigida por Guillermo Arriaga y protagonizada por Juan Echanove, entre otros, trata sobre un profesor de filosofía español que se ve envuelto en una trama de narcotráfico durante su viaje a México.
En marzo de 2019 Pérez-Reverte publicó Una historia de España, recopilación de 91 artículos numerados con el mismo título que habían ido apareciendo al ritmo de uno cada dos o tres semanas en su columna dominical Patente de corso.
En 2020 publicó La cueva del cíclope, una recopilación de unos 6000 mensajes suyos en Twitter sobre literatura, escritos en dicha red social desde que se abrió cuenta en ella en 2010. Esta obra solo está disponible como libro electrónico.
En septiembre de 2021, Pérez-Reverte publicó la novela El italiano, ambientada durante la Segunda Guerra Mundial, sobre un grupo de militares italianos que intentan sabotear barcos aliados en Gibraltar.
En 2023 ha publicado la novela-problema ambientada en los años sesenta El problema final. Pretendía ser un guiño a las antiguas novelas de detectives o novela-problema como las de Arthur Conan Doyle o Agatha Christie.
En 2024, su obra pasó a formar parte del catálogo de la editorial Gallimard para su edición en Francia. La misma publicó en septiembre de ese año la traducción francesa de su novela El italiano.
A finales de 2024, el escritor cartagenero publicó La isla de la mujer dormida. Una novela histórica cargada de tensión y dramatismo, ambientada en la guerra civil española.

## Obras literarias

### Narrativa

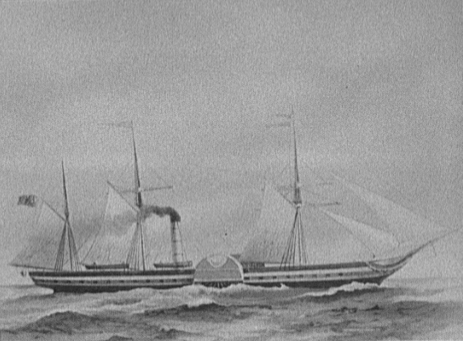
El mar es uno de los grandes protagonistas en su obra. Pérez-Reverte es capitán de yate y pasa parte de su tiempo navegando.

- El húsar, Akal, Madrid, 1986 (revisión: Alfaguara, Madrid, 2004)
- El maestro de esgrima, Mondadori, Madrid, 1988
- La tabla de Flandes, Alfaguara, Madrid, 1990
- El club Dumas o La sombra de Richelieu, Alfaguara, Madrid, 1993
- La sombra del águila, Alfaguara, Madrid, 1993
- Territorio comanche, Ollero y Ramos, Madrid / Seix Barral, México, 1994
- Un asunto de honor (Cachito), relato, Alfaguara, Madrid, 1995
- La piel del tambor, Alfaguara, Madrid, 1995
- La carta esférica, Alfaguara, Madrid, 2000
- La Reina del Sur, Alfaguara, Madrid, 2002
- Cabo Trafalgar, Alfaguara, Madrid, 2004
- El pintor de batallas, Alfaguara, Madrid, 2006
- Un día de cólera, Alfaguara, Madrid, 2007
- Ojos azules, relato con prólogo de Pere Gimferrer e ilustraciones de Sergio Sandoval; Seix Barral, Barcelona, 2009 (antes había sido publicado en prensa).[29]
- El asedio, Alfaguara, Madrid, 2010[30]
- Mi primer Arturo Pérez-Reverte. El pequeño Hoplita. Alfaguara Infantil y Juvenil, Madrid, 2010.
- El tango de la guardia vieja, Alfaguara, Madrid, 2012[31]
- El francotirador paciente, Alfaguara, Madrid, 2013[32]

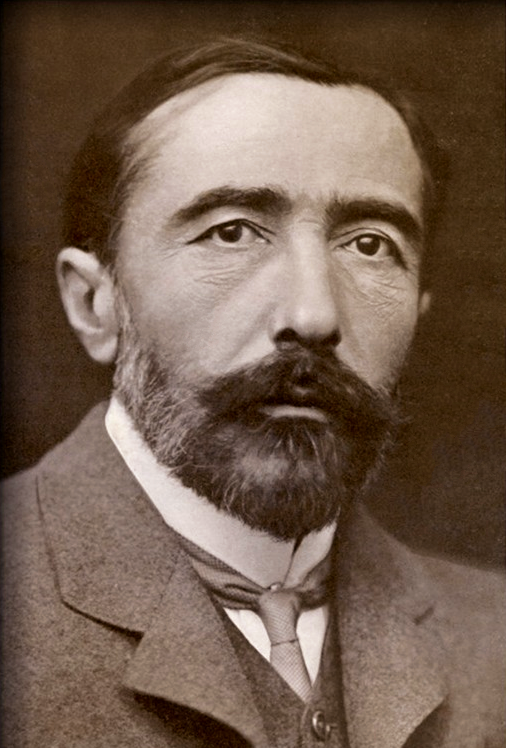
Joseph Conrad es el autor que más ha influido al escritor.

- Hombres buenos, Alfaguara, Madrid, 2015
- La guerra civil contada a los jóvenes, con ilustraciones de Fernando Vicente; Alfaguara, Madrid, 2015
- El pequeño hoplita, Alfaguara, Madrid, 2016
- Guerreros urbanos, con fotografías de Jeosm, Alfaguara, Madrid, 2016
- Los perros duros no bailan, Alfaguara, Madrid, 2018[34]
- Sidi. Un relato de frontera, novela sobre Rodrigo Díaz de Vivar. Alfaguara, Madrid, 2019[35]
- Línea de fuego, Alfaguara, Madrid, 2020.[36]
- El italiano, Alfaguara, Madrid, 2021.[37]
- Revolución, Alfaguara, Madrid, 2022.
- El problema final, Alfaguara, Madrid, 2023.
- La isla de la mujer dormida, Alfaguara, Madrid, 2024.

Serie Las aventuras del capitán Alatriste
1. El capitán Alatriste, Alfaguara, Madrid, 1996
2. Limpieza de sangre, Alfaguara, Madrid, 1997
3. El sol de Breda, Alfaguara, Madrid, 1998
4. El oro del rey, Alfaguara, Madrid, 2000
5. El caballero del jubón amarillo, Alfaguara, Madrid, 2003
6. Corsarios de Levante, Alfaguara, Madrid, 2006
7. El puente de los asesinos, Alfaguara, Madrid, 2011
8. Misión en París, Alfaguara, Madrid, 2025

Serie Falcó
- Falcó, Alfaguara, Madrid, 2016
- Eva, Alfaguara, Madrid, 2017
- Sabotaje, Alfaguara, Madrid, 2018

### Artículos
- Obra breve, relatos y artículos; Alfaguara, Madrid, 1995
- Patente de corso (1993-1998); Alfaguara, Madrid, 1998
- Con ánimo de ofender (1998-2001); Alfaguara, Madrid, 2001
- No me cogeréis vivo (2001-2005); Alfaguara, Madrid, 2005
- Cuando éramos honrados mercenarios (2005-2009); Alfaguara, Madrid, 2009
- Los barcos se pierden en tierra (1994-2011); Alfaguara, Madrid, 2011
- Perros e hijos de perra, Alfaguara, Madrid, 2014
- Una historia de España (2013-2017); Alfaguara, Madrid, 2019

### Guiones propios
- Camino de Santiago (1999). Serie de televisión dirigida por Robert Young.
- Gitano (2000). Película dirigida por Manuel Palacios. En 2011 la Audiencia Provincial de Madrid la consideró un plagio del guion Corazones púrpura, de Antonio González-Vigil.[13]
- El dragón (2019). Telenovela mexicana, producida por W Studios en coproducción con Lemon Studios para Televisa y Netflix en 2019.[38][39]

## Adaptaciones

### Cine
- El maestro de esgrima (1992), dirigida por Pedro Olea. Adaptación de la novela homónima.
- La tabla de Flandes (1994), dirigida por Jim McBride. Adaptación de la novela homónima.
- Cachito (1996), dirigida por Enrique Urbizu y basada en el relato Un asunto de honor (Cachito).
- Territorio comanche (1997), dirigida por Gerardo Herrero. Adaptación de la novela homónima.
- La novena puerta (1999), dirigida por Roman Polański. Adaptación de la novela El club Dumas.
- Alatriste (2006), dirigida por Agustín Díaz Yanes. Adaptación de las primeras novelas de Las aventuras del capitán Alatriste.
- La carta esférica (2007), dirigida por Imanol Uribe. Adaptación de la novela homónima.
- Oro (2017), dirigida por Agustín Díaz Yanes. Adaptación de un relato breve de Arturo Pérez Reverte.
- La piel del tambor (2022), dirigida por Sergio Dow. Adaptación de la novela homónima.

### Televisión
- Quart. El hombre de Roma (2007). Miniserie de televisión de 6 capítulos basada en el protagonista de La piel del tambor. Dirigida por Jacobo Rispa y emitida por Antena 3.
- La reina del sur (2011). Serie de televisión mexicana basada en la novela homónima de Arturo Pérez Reverte.
- Las aventuras del capitán Alatriste (2015). Serie de televisión española que adaptaba la serie homónima de libros. Emitida por Telecinco.
- Queen of the South (La reina del sur) (2016). Serie de televisión estadounidense que adaptaba la novela homónima de Arturo Pérez Reverte basándose en la serie mexicana de 2011.

### Cómic
- El capitán Alatriste (cómic infantil), ilustraciones de David Jiménez, Alfaguara, 2002
- El Capitán Alatriste, guion de Carlos Giménez y dibujo de Joan Mundet, Debolsillo, 2005
- Limpieza de sangre, guion de Carlos Giménez y dibujo de Joan Mundet, Debolsillo, 2008
- La sombra del águila, guion y dibujos de Rubén del Rincón, Galland Books, 2012
- ¡Viva la Pepa! La aventura en cómic, guion de Hernán Migoya y dibujo de Rubén del Rincón, XLSemanal, 2012
- Max, los años 20, guion de Salva Rubio y dibujo de Rubén del Rincón, Planeta Cómic, 2019

## Guiones para audioseries
- Bienvenido a la vida peligrosa, Podium Pódcast (Prisa Radio), 2017

## Premios y distinciones
- Premio Goya 1992 al mejor guion adaptado por El maestro de esgrima (coescrito junto a Francisco Prada, Antonio Larreta y Pedro Olea)
- Grand Prix de literatura policiaca de Francia por El club Dumas (1993)
- La revista Lire elige a Pérez-Reverte como uno de los diez mejores novelistas extranjeros en Francia por La tabla de Flandes (1993)
- Medalla Laureada del Cantón de Cartagena, otorgada por el Partido Cantonal de Cartagena (1993)
- Premio Asturias de Periodismo 1993 por su cobertura para TVE de la guerra de la antigua Yugoslavia
- Premio Ondas 1993 de Radio Nacional de España por el programa La ley de la calle
- Premio de la Academia Sueca de Novela Detectivesca a la mejor traducción extranjera por La Tabla de Flandes (1994)
- The New York Times Book Review cita La tabla de Flandes como una de las cinco mejores novelas extranjeras publicadas en Estados Unidos (1994)
- Premio Palle Rosenkranz 1994 (otorgado por la Academia Criminológica de Dinamarca) por El club Dumas
- La tabla de Flandes es nominada por la Swedish Academy for Detection como uno de los mejores thrillers traducidos en Suecia (1995)
- Premio de las lectoras de la revista Elle al mejor libro de ficción por La piel del tambor (1995)
- Premio del Día Mundial del Turismo de la ciudad de Sevilla, por haber situado la acción de La piel del tambor en aquella ciudad (1996)
- Premio Jean Monnet de Literatura Europea 1997 por La piel del tambor
- Premio Grupo Correo a los valores humanos, por su labor profesional y su proyección social, como uno de los escritores más leídos en España y más traducido (1997)
- Caballero de la Orden de las Artes y Letras de Francia (1998)
- Premio Adalid de la Libertad concedido por el municipio de La Albuera (Badajoz) con motivo del 188 aniversario de la Batalla de La Albuera (1999)
- Premio de la cadena COPE-Cadena 100 de Vizcaya 2000. El Rey Xavier I de Redonda le nombra Duque de Corso y Real Maestro de Esgrima del Reino de Redonda (1999)
- The New York Times destaca El maestro de esgrima como uno de los mejores libros de bolsillo del año (2000)
- Premio Mediterráneo Extranjero 2001 (París) por La carta esférica
- Medalla de la Academia de Marina Francesa por La carta esférica (2002)
- Miembro de la Real Academia Española (2003)
- Premio González-Ruano de Periodismo, por el artículo Una ventana a la guerra (2004)
- Doctor honoris causa por la Universidad Politécnica de Cartagena (2004)
- Distinguido con el V Premio «Joaquín Romero Murube» por el artículo Esta larga jornada urbana (2004)[40]
- Gran Cruz al Mérito Naval, la más alta distinción que otorga la Armada Española a un civil, por su novela Cabo Trafalgar (2005)
- Medalla de Oro de San Telmo de la Fundación Letras del Mar (2006).
- Premio Vallombrosa Gregor von Rezzori por El pintor de batallas (2008)
- Caballero de la Orden Nacional del Mérito que otorga el gobierno francés (2008)
- Grand Prix Littéraire Saint-Emilion Pomerol Fronsac por El pintor de batallas (2008)
- Distinción Especial Premios Ejército (2008)
- Fiambrera de Plata del Ateneo de Córdoba (2009)
- Premio Nacional de Periodismo Pedro Antonio de Alarcón (Guadix-Granada) (2013)
- I Premio de Cultura de la Universidad de Sevilla (2013)
- Medalla al mérito de la Marina Mercante (2014)
- Premio Columnistas del Mundo (2015)[41]
- Premio Rey de España de Periodismo (2017)[42]
- Premio Mariano de Cavia (2020)[43]
- Premio de la Crítica por Línea de Fuego (2021)

| Predecesor: Manuel Alvar | Académico de la Real Academia Española Silla T 2003-actualmente | Sucesor: En el cargo (cargo vitalicio) |